# Meconiu

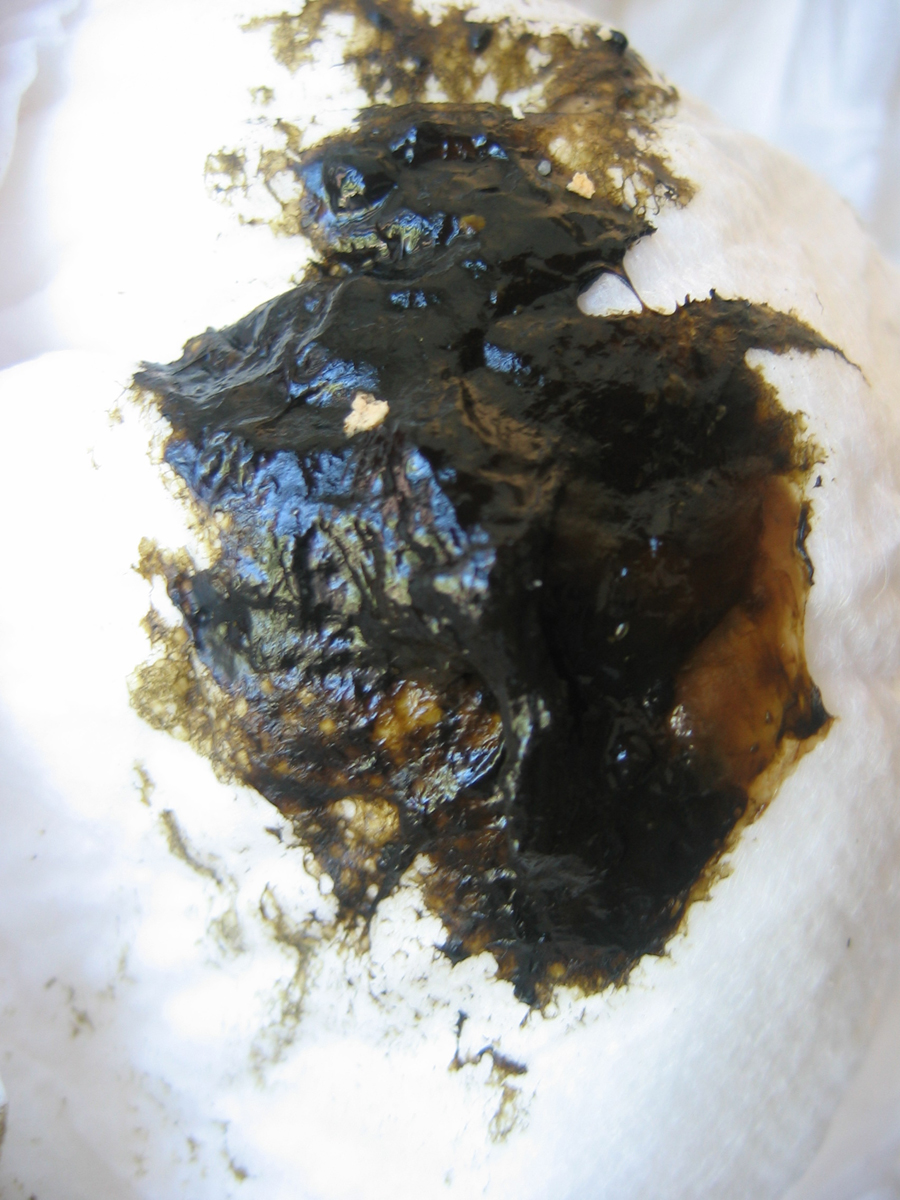
Meconiu al unui nou-născut de 12 ore.Dimensiunea reală stânga-dreapta: 5 cm

Meconiu se numește o materie moală, păstoasă, de culoare brun-verzuie, compusă din elemente amniotice (lanugo, celule cutanate pavimentoase, celule plate, lichid amniotic înghițit, celule descuamate), grăsimi, secreții ale tubului digestiv și glandelor anexe, elemente ale tractusului digestiv (celule de descuamatie intestinala, suc gastric, intestinal, pancreatic, cu fermentii lor), mucus și elemente biliare (colesterol și săruri minerale, pigmenți biliari), conținută în intestinul fătului, care, în mod normal, este eliminată prin anus imediat după naștere sau în primele zile după naștere, în cantitate de 100-200g De regulă, prima eliminare de meconiu (primul scaun) are loc în primele 12 ore după naștere; dacă după 24 de ore nu s-a eliminat meconiu, poate fi vorba de o cauză patologică, cum ar fi imperforația anală sau stenoza intestinului.
La orice nou-născut, care nu elimină meconiu în primele 24-48 de ore după naștere, ar trebui luată în considerare Boala Hirschsprung, care este o afecțiune congenitală a sistemului nervos enteric și este caracterizată de absența celulelor ganglionare în colonul distal, determinând obstrucția funcțională a acestuia.
Există cazuri, care se ridică la 11-22% din toate nașterile, în care meconiul este evacuat în lichidul amniotic înainte de naștere, de obicei ca rezultat al unei hipoxii sau a unei suferințe fetale in utero.
Dacă sarcina depășește termenul, șansa ca fătul să elibereze meconiu în lichidul amniotic crește. Inhalarea acestuia odată cu prima gură de aer poate produce iritarea plămânului și probleme respiratorii. Aceasta problemă apare destul de rar, cu toate că urme de meconiu în lichidul amniotic pot fi găsite în 33% din nașterile la termen și 50 % din nașterile la 42 de săptămâni.
La aproximativ 2% din nașterile în care meconiul a fost evacuat în lichidul amniotic se produce sindromul de aspirație de meconiu. Doar aspirația meconiului gros are importanță clinică, deoarece provoacă penumonie de aspirație.